# Statuia lui Hercules din Băile Herculane
Statuia lui Hercules din Băile Herculane este un monument istoric aflat în centrul  orașului Băile Herculane. Monumentul a fost donat de arhiducele Carol Ludovic al Austriei, fratele împăratului Francisc Iosif I, ofițerilor și soldaților staționați la granița Imperiului Austriac.

## Descriere
Statuia, turnată în bronz în anul 1847 de maeștrii Ramelmayer și Glantz din Viena, îl reprezintă pe zeul Hercules purtând pe umărul stâng pielea leului din Nemeea și o măciucă.
Statuia, montată în locul fântânii din marmură roșie care se afla în centrul stațiunii Băile Herculane, a fost donată de către arhiducele moștenitor Carol al Austriei ofițerilor și soldaților care păzeau granița Imperiului Austriac.

## Imagini

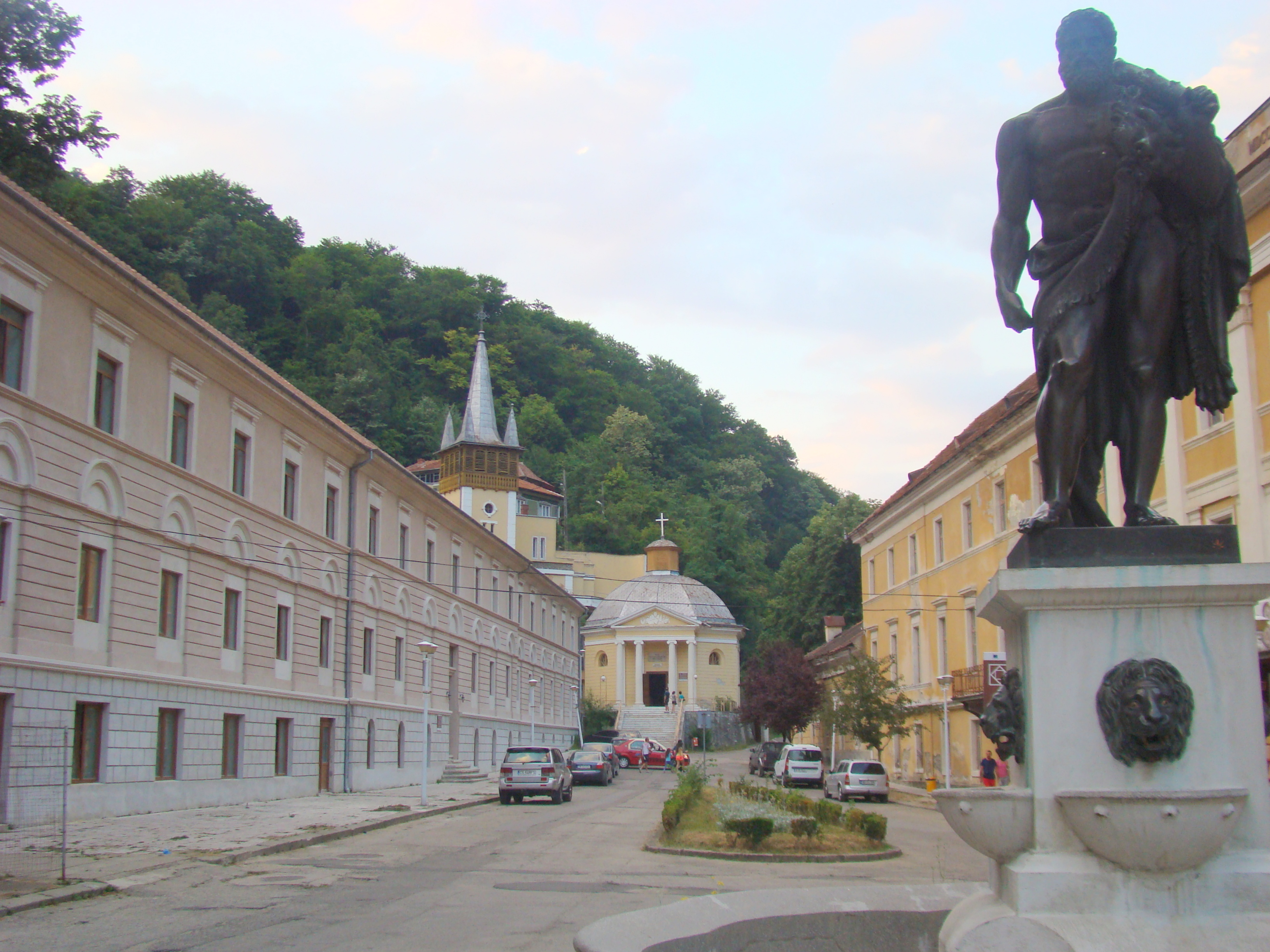
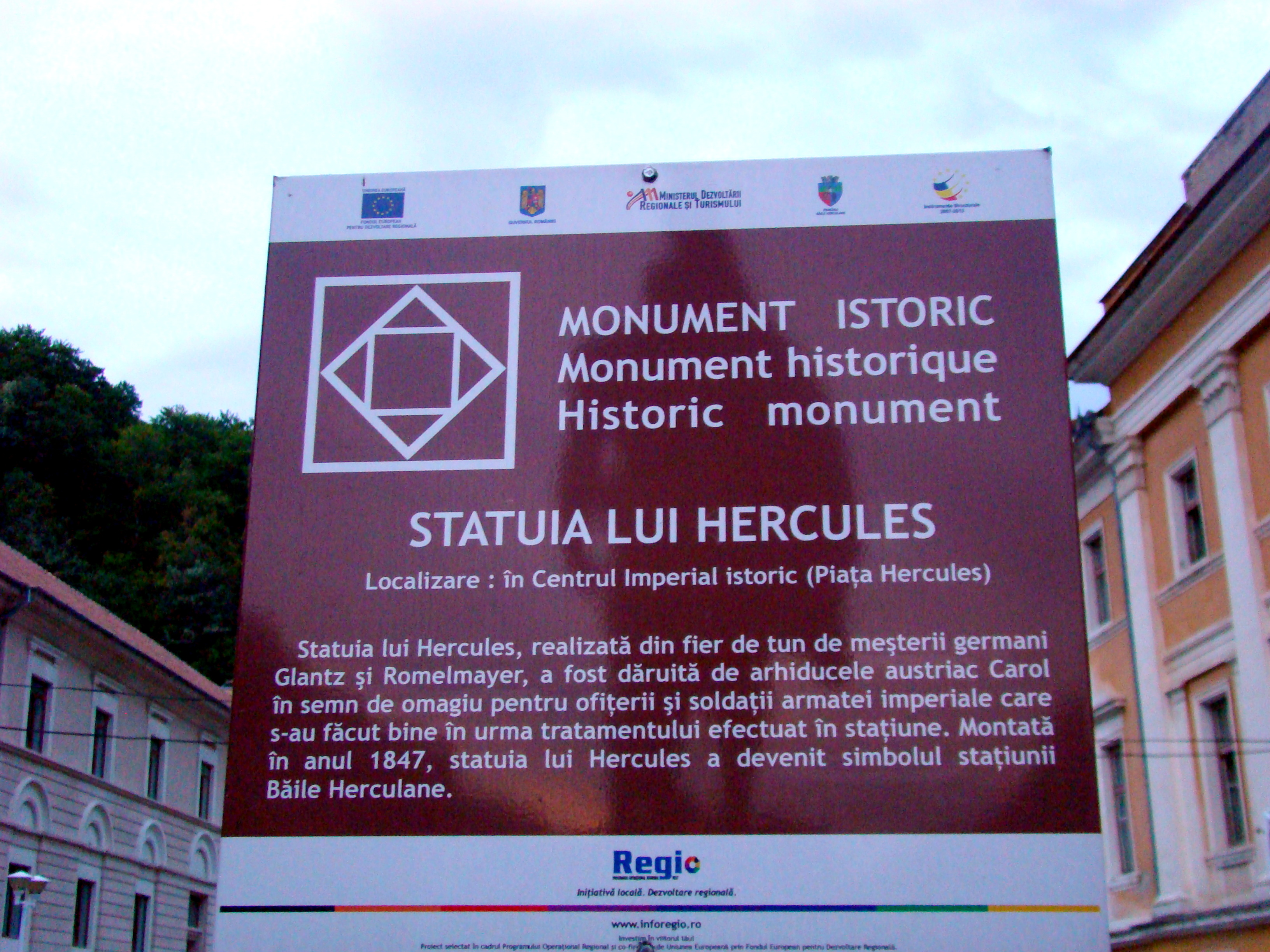
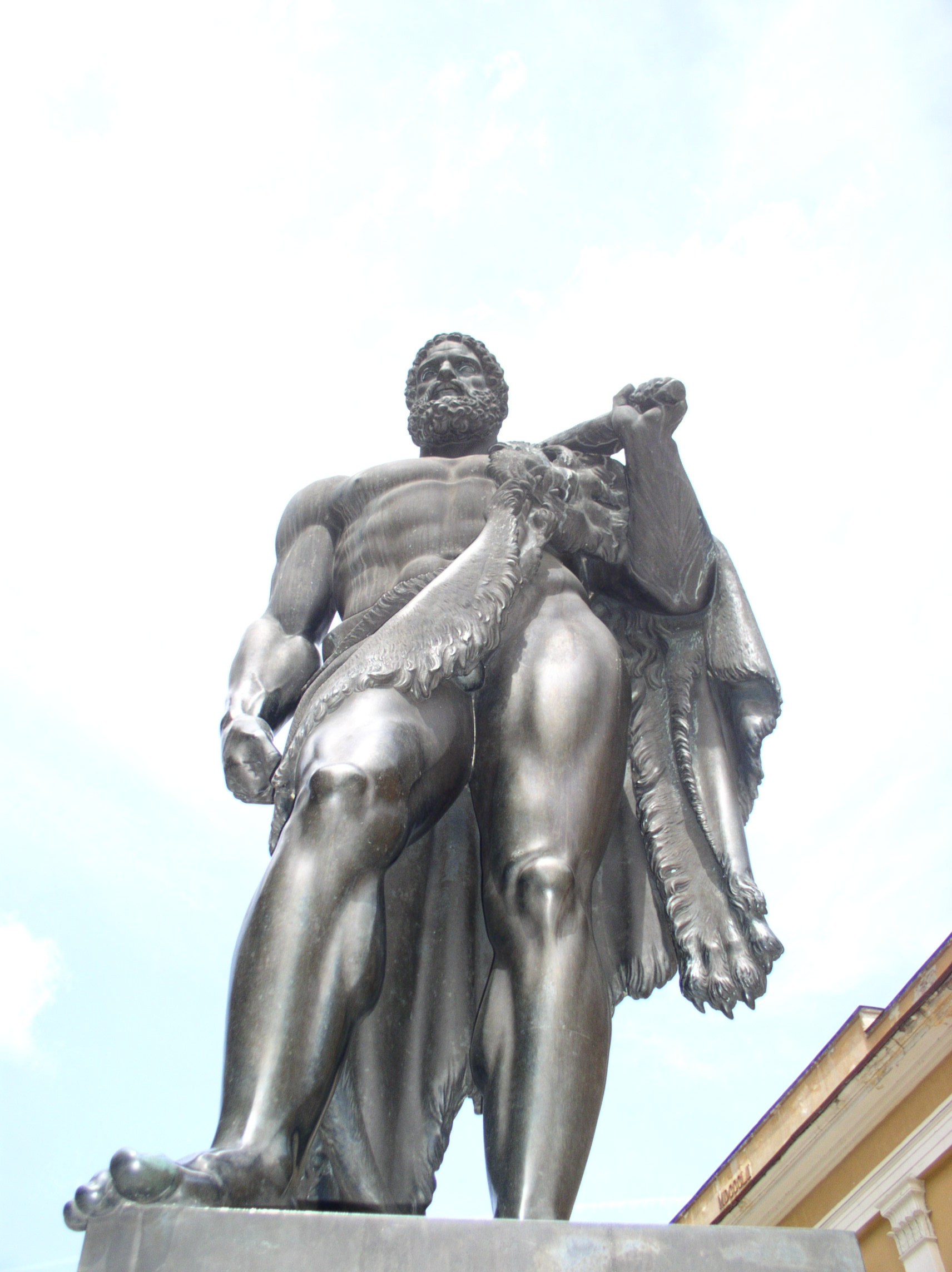
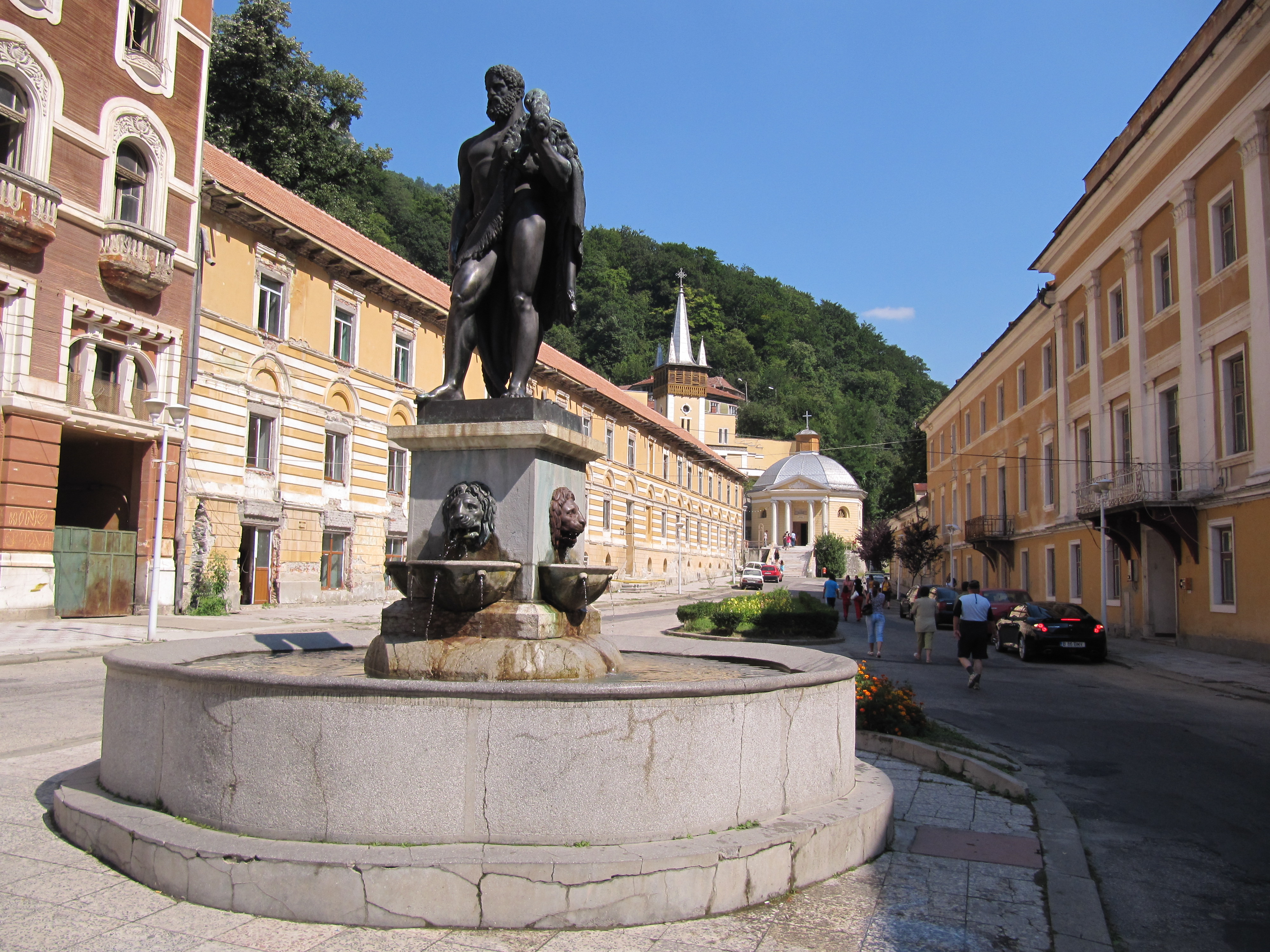
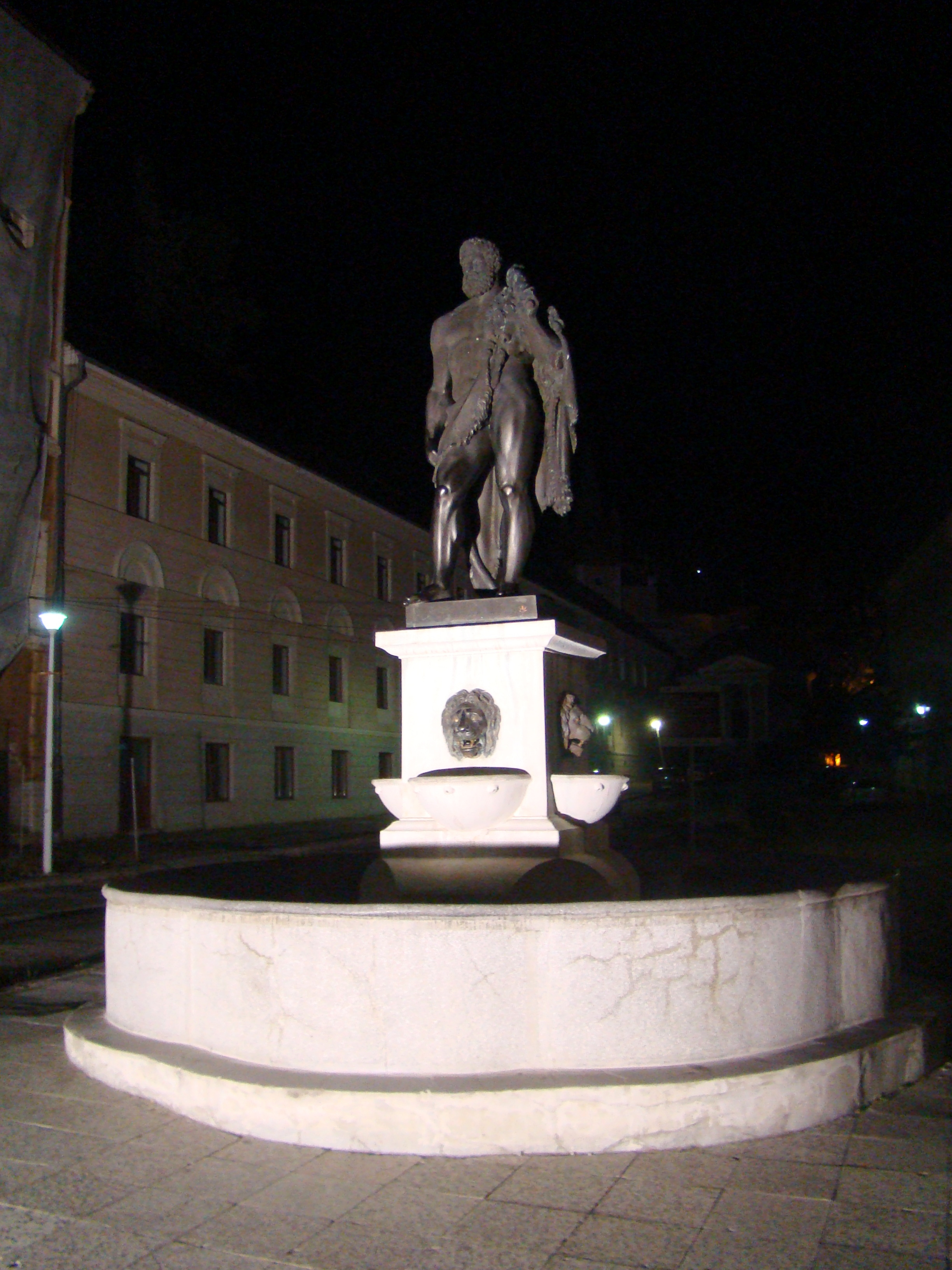
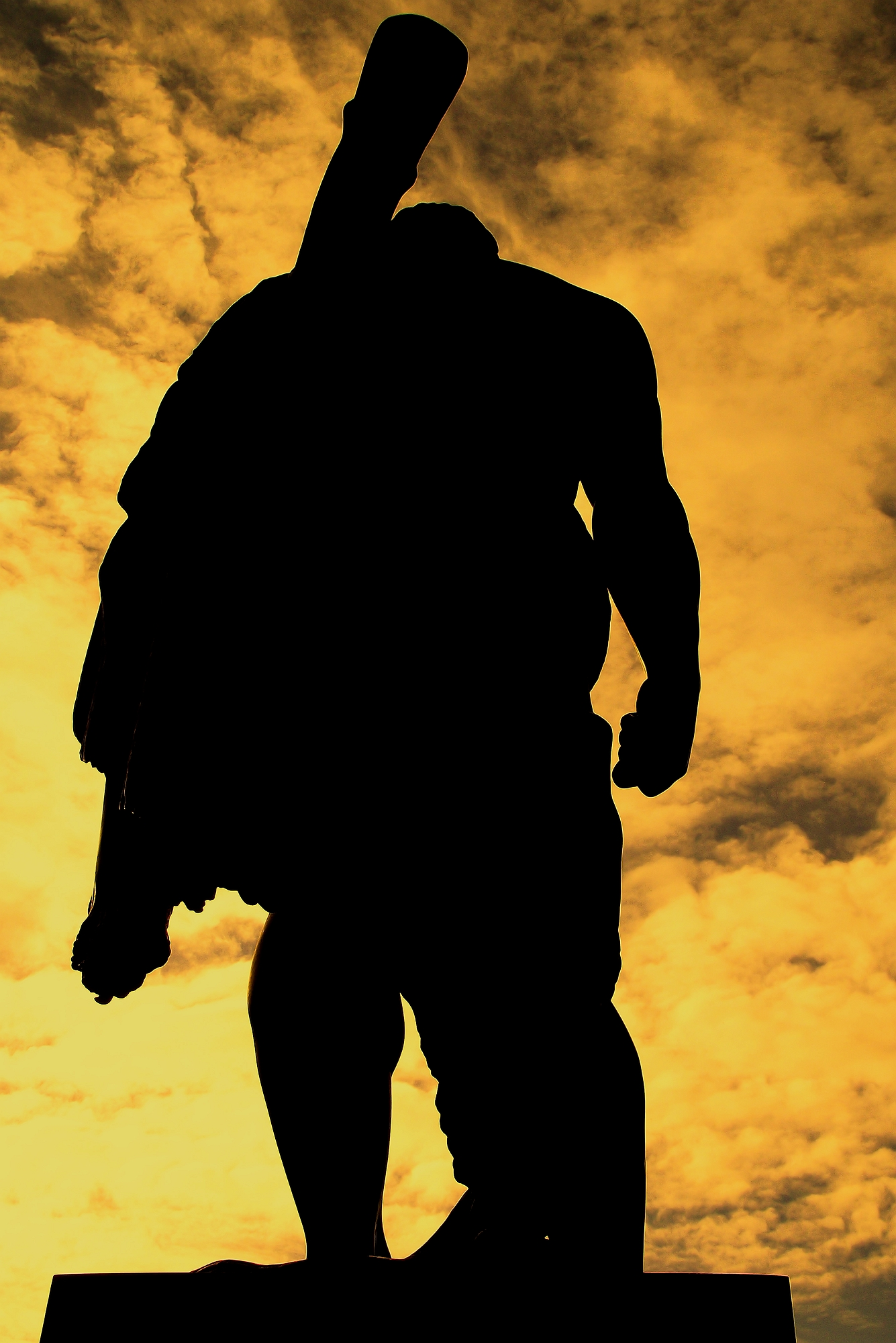
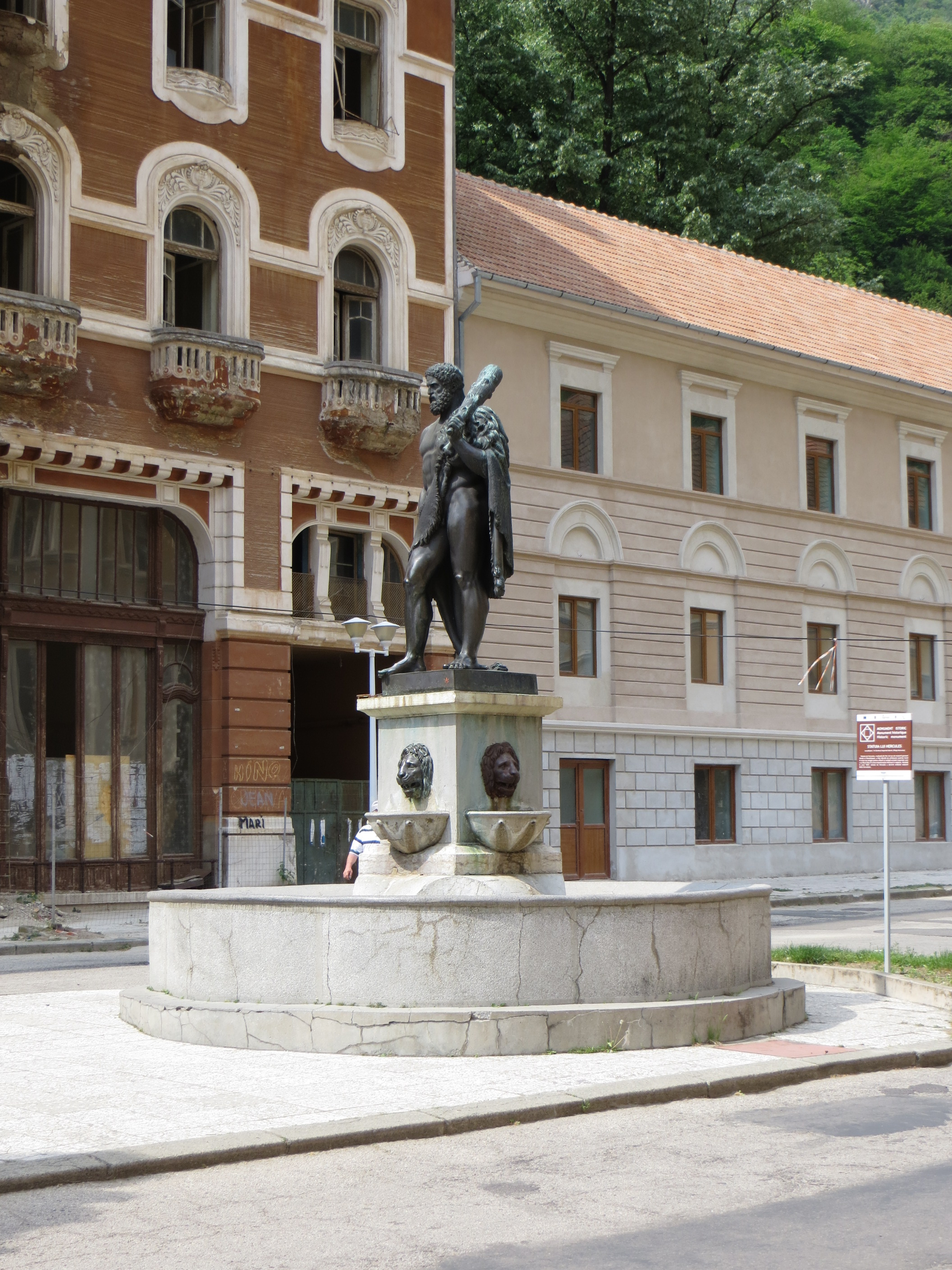
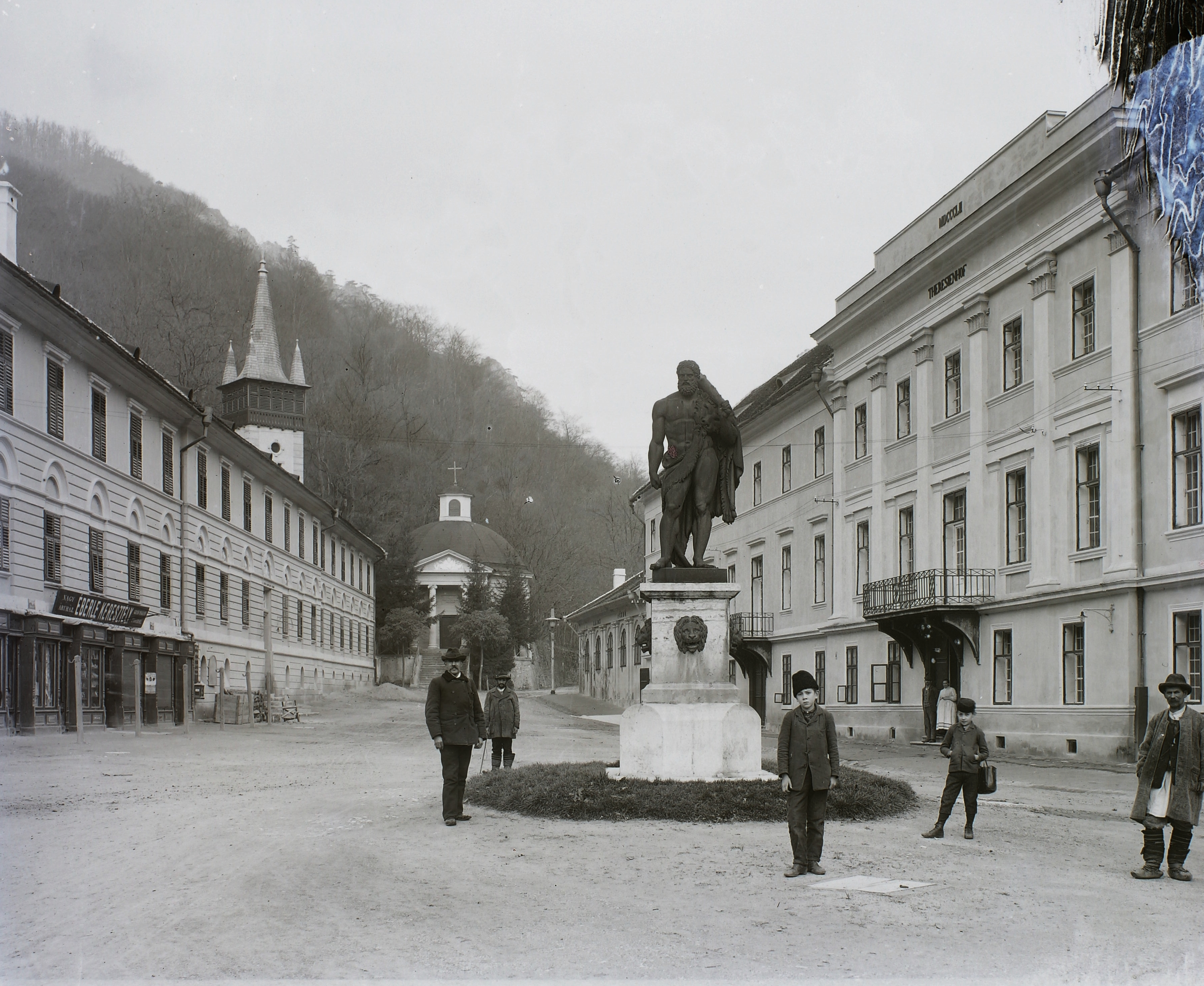